# Ontwerp voor het grafmonument van Jacobus Franciscus van Caverson
Het Ontwerp voor het grafmonument van Jacobus Franciscus van Caverson  is een ontwerptekening voor het grafmonument van Jacobus Franciscus van Caverson, een magistraat. Het werd gemaakt tussen 1667 en 1737 door de beeldhouwer Michiel van der Voort. Het grafmonument, weliswaar niet uitgevoerd volgens de afbeelding bovenaan, kreeg een plaats in de oorspronkelijke Dominicanenkerk te Brussel. De kerk, en met haar het grafmonument, werd afgebroken door de Franse revolutionairen op het einde van de 18e eeuw.

## Iconografie
Michiel van der Voort liet, zoals gebruikelijk, de opdrachtgever de keuze tussen twee ontwerpen, links en rechts van de verticale aslijn. Het praalgraf was bedoeld voor zowel Caverson als zijn echtgenote Johanna Schockaert. Het toont vier speelse engelen, links van de aslijn een segmentboog en rechts een rouwgordijn met koord en kwasten.
Opvallend is de precisie waarmee Caversons portretbuste reeds op het ontwerp werd uitgevoerd. Ook een gekroonde vis, zijn wapenschild, is in potlood op het ontwerp getekend. Twee consolen versieren de tombe en rusten op een eenvoudige plint. Tegen de twee Corintische pilasters hangen acht blinde kwartieren van Caverson en in het midden van het fronton ziet men zijn gehelmde wapenschild. Onderaan op de tekening is met potlood vermeld: van Caverson.

## Achtergrond
Het hier getoond ontwerp werd niet uitgevoerd; van der Voort legde een ander model voor aan zijn opdrachtgever. De vier engeltjes verving hij door twee statige vrouwenfiguren met in het midden de portretbuste van Caverson. De vrouwen zijn symbolen voor de Kracht en de Voorzichtigheid. Waarschijnlijk wijzigde hij zijn ontwerp om een evenwicht te bereiken met het mausoleum voor Albertus baron de Coxie van Moorsele (overleden 1709) dat aan de epistelkant van het hoogaltaar van de dominicanenkerk een plaats kreeg. De twee mausolea werden zo opgevat als pendants.
Een afbeelding van de gerealiseerde compositie verscheen in een publicatie van Jacobus Le Roy, evenwel zonder vermelding van de maker. Dat we die kennen danken we aan de secretaris van de Koninklijke Academie voor Schone Kunsten van Antwerpen, Jacob van der Sanden die Michiel van der Voort vermeldt als maker in een lofdicht. Van het graf ging alles verloren behalve de portretbuste die bewaard bleef in deKoninklijke Musea voor Schone Kunsten van België te Brussel. In 1820 werd het monument voor het laatst vermeld in een veilingcatalogus. 

## Geschiedenis
Het werk kwam in 1909 terecht in de privéverzameling van Charles Van Herck (inventarisnummer: CVH 109). In 1996 werd het werk verworven door het Erfgoedfonds van de Koning Boudewijnstichting. In 2000 werd het werk samen met de andere tekeningen uit de Collectie Van Herck in bruikleen toevertrouwd aan het Museum Plantin-Moretus waar het tentoongesteld wordt. 